# Karlheinz Schreiber
Karlheinz Schreiber (* 25. März 1934 in Petersdorf bei Nordhausen) ist ein deutscher Kaufmann. Er war als ehemaliger Rüstungslobbyist an mehreren politischen Affären beteiligt und gilt als eine der Schlüsselfiguren in der CDU-Spendenaffäre um Helmut Kohl und Wolfgang Schäuble sowie im Prozess gegen Max Strauß. Das Landgericht Augsburg verurteilte Schreiber im Mai 2010 wegen Steuerhinterziehung zu acht Jahren Freiheitsstrafe. Einer sowohl durch die Verteidigung wie auch durch die Staatsanwaltschaft initiierten Revision wurde jedoch vom Bundesgerichtshof stattgegeben, so dass weitere Verhandlungen stattfanden. Am 14. November 2013 wurde er zu sechseinhalb Jahren Haft verurteilt. Im März 2016 setzte das Oberlandesgericht München die Hälfte zur Bewährung aus.

## Leben
Schreiber ist Sohn eines Polsterers und wuchs in Hohegeiß (Landkreis Blankenburg im damaligen Freistaat Braunschweig) im Harz auf. Nach Kriegsende absolvierte er nach seinem Schulabschluss eine Ausbildung zum Verkäufer in einem Braunschweiger Textilhaus. Nach einem Umzug nach München wurde Schreiber Geschäftsführer einer Teppichfirma und übernahm später eine Straßenmarkierungsfirma. Über den Wirtschaftsbeirat der CSU fand er Kontakt zu Franz Josef Strauß, dessen Vertrauter er wurde. Im Frühjahr 2003 wurde Schreiber aus der CSU ausgeschlossen.
Schreiber begann, Aufträge für Hubschrauber, Airbus-Flugzeuge und den Spürpanzer Fuchs zu vermitteln und knüpfte Verbindungen zwischen Thyssen und der bayerischen Staatskanzlei. Zum Bundesnachrichtendienst soll er ebenfalls Kontakte gehabt haben. In den 1980er Jahren erhielt er von Thyssen für Rüstungsprojekte rund 15 Millionen Euro Provision. Laut Anklage der Staatsanwaltschaft Augsburg verteilte er das Geld, das er für den Verkauf von Airbus-Maschinen und Fuchs-Panzern in den 1980er und zu Beginn der 1990er Jahre erhielt, über Tarnkonten und Briefkastenfirmen an Industrielle, Beamte und Politiker. Schreiber förderte unter anderem Verkäufe von Panzern nach Saudi-Arabien und Flugzeugen nach Thailand und Kanada.
Schreiber ist verheiratet und hat zwei Kinder.
In Kanada entwickelte Schreiber ein Schnellkochgerät für Nudeln.

## Maxwell-Affäre
Schreiber war langjährig ein herausgehobenes CSU-Mitglied, bedingt durch sein besonderes langjähriges Vertrauensverhältnis zu Franz Josef Strauß bzw. seine Nähe zur Familie Strauß. Im Familienunternehmen F.M.S. Investments Ltd. (Franz und Marianne Strauß) war Schreiber bis 1996 zusammen mit Max Strauß Direktor. Gegen Schreiber wurde ein Ermittlungsverfahren eröffnet, infolgedessen sein Haus in Kaufering durchsucht wurde. Nach dem Tod der Eltern waren Monika Hohlmeier und Franz Georg Strauß Inhaber der Firma. In seinem mehrfach ausschnittsweise veröffentlichten Terminplaner fanden sich neben Geldsummen die mit Decknamen bezeichneten Empfänger (mutmaßlich z. B. „Maxwell“ für Max Strauß) auch die Namen weiterer lokaler Persönlichkeiten, z. B. des früheren Landrats (Landkreis Landsberg) und Bezirkstagspräsidenten (Bezirkstag von Oberbayern) Erwin Filser und anderer.

## CDU-Spendenaffäre
Unter anderem erhielt der ehemalige CDU-Schatzmeister Walther Leisler Kiep von Schreiber in der Schweiz eine Million D-Mark, die in die Parteikasse der CDU flossen. Kiep, zwei Thyssen-Manager – Jürgen Maßmann und Winfried Haastert – und der damalige Rüstungsstaatssekretär Ludwig-Holger Pfahls wurden wegen Bestechlichkeit verurteilt.
Aufmerksamkeit erzielte unter anderem der Umstand, dass Wolfgang Schäuble von Schreiber 100.000 DM (umgerechnet etwa 51.000 Euro) entgegennahm. Der Verbleib dieser Zahlung konnte bis heute nicht geklärt werden. Weitere Spendenbeträge konnten zum Teil von der CSU noch nachträglich legalisiert werden.
Außerdem hat Schreiber den Staatssekretär Ludwig-Holger Pfahls mit 3,8 Mio. D-Mark (umgerechnet etwa 1,9 Mio. Euro) bestochen, um eine schnelle Lieferung von „Fuchs“-Panzern nach Saudi-Arabien zu ermöglichen. Pfahls befand sich von 1999 bis Juli 2004 auf der Flucht, als er schließlich in Paris verhaftet wurde. Nach dem umfassenden Geständnis im August 2005 nach einem Handel mit der Staatsanwaltschaft verurteilte ihn das Landgericht Augsburg zu 2 Jahren und 3 Monaten Haft wegen Vorteilsnahme und Steuerhinterziehung.

## Flucht nach Kanada
Im Oktober 1995 setzte sich Schreiber nach einer Hausdurchsuchung von seinem Heimatort Kaufering nach Pontresina in die Schweiz ab. Im September 1997 erließ das Amtsgericht Augsburg Haftbefehl wegen des Verdachts auf Steuerhinterziehung.
Schreiber, der neben der deutschen auch die kanadische Staatsangehörigkeit besitzt, flüchtete 1999 nach Ottawa in Kanada und wurde per internationalem Haftbefehl gesucht. Am 31. August 1999 wurde er in Toronto gefasst, die deutsche Justiz beantragte seine Auslieferung. Am 8. September 1999 kam Schreiber gegen eine Kaution von 1,2 Millionen kanadischen Dollar (740.000 Euro) auf freien Fuß. Die Kaution wurde von Schreibers Frau Barbara, einem Mövenpick-Manager, sowie dem ehemaligen kanadischen Finanzminister Marc Lalonde und Elmar MacKay, einem Vertrauten des früheren kanadischen Premierministers Brian Mulroney, gestellt. Die Staatsanwaltschaft Augsburg erhob am 9. März 2000 Anklage gegen Schreiber wegen Bestechung, Beihilfe zur Untreue, gemeinschaftlichem Betrug und Steuerhinterziehung. Schreiber weigerte sich jedoch, ohne Zusicherung freien Geleits vor Gericht in Augsburg zu erscheinen.
Gegen eine drohende Auslieferung wehrte sich Schreiber seit 1999 mehrfach mit juristischen Mitteln. Am 8. März 2006 gab das höchste Berufungsgericht der kanadischen Provinz Ontario in Toronto bekannt, dass die Berufung Schreibers gegen die Auslieferungsentscheidung des kanadischen Justizministeriums vom Oktober 2004 abgelehnt wurde. Schreibers Anwalt gab nach der Entscheidung bekannt, dass der Fall vor den Supreme Court of Canada, vergleichbar dem deutschen Bundesgerichtshof, gebracht werde. Die von drei Amerikanern eingereichte Verfassungsbeschwerde gegen das Auslieferungsgesetz Kanadas wurde im Juli 2006 jedoch abgewiesen. Die juristischen Möglichkeiten Schreibers, sich einer Auslieferung an die Bundesrepublik Deutschland zu entziehen, hatten sich somit praktisch erschöpft.
Am 8. Juli 2005 beschloss der Bundesrat eine Verschärfung der Verjährungsregeln („Lex Schreiber“), in der die Verjährung von Straftaten ruht, solange sich der Beschuldigte im Ausland aufhält und die deutschen Behörden seine Auslieferung betreiben.
Anfang Februar 2007 befand sich Schreiber in kanadischer Auslieferungshaft. Nach Informationen der Augsburger Allgemeinen kam Schreiber zwischenzeitlich wieder auf freien Fuß. Das höchste Berufungsgericht der kanadischen Provinz Ontario entließ ihn am 8. Februar 2007 aus der Auslieferungshaft; Anfang Mai 2007 wurde er jedoch wieder inhaftiert. Am 10. Mai 2007 scheiterte Schreibers Einspruch gegen die Auslieferung an das Berufungsgericht.

## Untersuchungsausschuss gegen Mulroney
Am 24. März 2007 brachte er im Zuge seiner Verwicklung in die sogenannte „Airbus-Affäre“ eine Klage beim Obersten Gericht der kanadischen Provinz Ontario gegen Brian Mulroney, den ehemaligen konservativen Premierminister von Kanada, wegen Vertragsbruches ein. Er behauptete, Mulroney hätte ihm zwischen 1993 und 1994 versprochen, finanzielle und politische Hilfe gegen Zahlung von 300.000 CAD für den Bau einer Transportpanzerfabrik in Québec zu leisten. Mulroney soll diese Hilfe aber nicht gewährt haben.
Seine Klage bezüglich seiner Auslieferung wurde von einem Bundesrichter in Halifax am 11. Juni 2007 zurückgewiesen. Zu diesem Zeitpunkt blieb ihm als einziges Rechtsmittel nur noch ein Einspruch am Obersten Gerichtshof von Kanada, welcher zunächst im Oktober 2007 zurückgewiesen wurde.
Am 5. November 2007 reichte Schreiber durch seinen Anwalt Edward Greenspan eine Erklärung beim Obersten Gericht Ontarios ein. Die Erklärung enthielt einige Vorwürfe, u. a. den, dass Mulroney noch im Amt war, als er den Vertrag beschlossen habe, und dass der jetzige konservative Premierminister Stephen Harper durch Mulroney einen Brief von Schreiber erhalten haben soll. Diese Äußerungen sorgten für großen Wirbel in den Medien. Harper berief einen Untersuchungsausschuss, versprach seine Zusammenarbeit und verbot den Kontakt zwischen Mitgliedern der Fraktionssitzung und Mulroney während der Untersuchung. Am 13. November 2007 berief Harper eine unabhängige Untersuchungskommission, nachdem Mulroney diese persönlich gefordert hatte.
Am 15. November 2007 scheiterte Schreibers Antrag für die Aufhebung des Auslieferungsbefehls. Der kanadische Justizminister Rob Nicholson sicherte aber einen Aufschub bis zum 1. Dezember zu. Es blieb Schreiber eine letzte Möglichkeit, den Auslieferungsbefehl beim Obersten Gerichtshof anzufechten, sofern der Gerichtshof seinen Antrag überhaupt annimmt. Am 30. November 2007 gewährte das Berufungsgericht der Provinz Ontario Schreiber eine weitere Frist, um erneut vor dem Obersten Gerichtshof gegen seine Ausweisung nach Deutschland vorgehen zu können. Am 4. Dezember 2007 entschied das Berufungsgericht der Provinz Ontario, Schreiber gegen eine Kaution von 1,3 Millionen kanadischen Dollar vorerst wieder freizulassen.
Im April 2009 sagte Schreiber vor dem kanadischen Untersuchungsausschuss unter Eid aus, dass er 1988 über den später in Deutschland verurteilten Thyssen-Manager Winfried Haastert 500.000 kanadische Dollar an die SPD geleitet, jedoch dafür keinen Quittungsbeleg habe. Schreiber drohte zudem mehrfach mit weiteren Enthüllungen insbesondere Richtung der Unionsparteien im Falle seiner Auslieferung.

## Auslieferung und Verurteilung
Anfang Juli 2009 scheiterte Schreiber zum vierten Mal an einem Gericht in Ontario mit seinem Vorhaben, Widerspruch gegen die Auslieferungsentscheidung aus dem Jahr 2004 zu erwirken. Damit stand ihm keine erneute gerichtliche Überprüfung seiner Auslieferung zu. Bis 31. Juli 2009 trat Schreiber in Kanada als Kronzeuge im Ermittlungsverfahren gegen Brian Mulroney auf.
Am 3. August 2009 wurde Schreiber nach Deutschland ausgeliefert und in der Justizvollzugsanstalt Augsburg in Untersuchungshaft genommen. Am 5. September 2009 eröffnete der Vorsitzende Richter ihm einen neuen Haftbefehl. Schreiber wurde darin nur noch Steuerhinterziehung und Beihilfe zum Betrug vorgeworfen. Vom Verdacht auf Bestechung und Beihilfe zur Untreue war nicht mehr die Rede. Der Prozess begann am 18. Januar 2010 vor dem Augsburger Landgericht.
Am 5. Mai 2010 wurde er zu einer Haftstrafe von acht Jahren wegen Steuerhinterziehung verurteilt. Das Gericht sah es als erwiesen an, dass Schreiber in den Jahren 1988 bis 1993 umgerechnet 7,3 Millionen Euro über ein System an Tarnkonten und Scheinfirmen am Fiskus vorbeischleuste. In dieser Zeit habe er aus Waffen- und Flugzeuggeschäften rund 32 Millionen Euro an Provisionen erhalten. Der Vorsitzende Richter Rudolf Weigell kritisierte Schreiber in seiner Urteilsbegründung aufgrund seines Geschäftsgebarens und der fehlenden Schuldeinsicht. Weiter führte er aus, „das System der Verschleierung unterscheidet diesen Fall ganz erheblich von anderen Fällen der Steuerhinterziehung“ und nur das fortgeschrittene Alter und die bisherige Straffreiheit würden ihn vor einer noch längeren Gefängnisstrafe bewahren. Die Verteidigung kündigte an, das Urteil vor dem Bundesgerichtshof anzufechten. Daneben legte auch die Staatsanwaltschaft gegen das Urteil des Landgerichts Augsburg Revision ein, da das Landgericht nur wegen Steuerhinterziehung, nicht aber auch wegen Bestechung und Beihilfe zur Untreue verurteilt hatte. Der Bundesgerichtshof gab beiden Revisionen auf Grund von Rechtsfehlern im September 2011 statt und verwies den Fall zur erneuten Verhandlung zurück an das Landgericht Augsburg.

## Gesundheitliche Beschwerden und Freilassung
Nachdem Schreiber einen Herzinfarkt erlitten hatte, setzte das Landgericht Augsburg wenige Wochen später, am 15. Mai 2012, seinen Haftbefehl unter strengen Auflagen außer Vollzug. Eine daraufhin eingelegte Beschwerde seitens der Augsburger Staatsanwaltschaft wurde am 18. Mai vom Oberlandesgericht München als unbegründet verworfen. Schreiber konnte nun nach Hinterlegung einer Sicherheitsleistung von 100.000 Euro und seiner Personaldokumente aus der Haft entlassen werden, was am 21. Mai 2012 auch geschah.
Schreiber stand zunächst unter Hausarrest, nach dem zweiten Prozess wurde dieser aufgehoben und er lebte weiter in seinem Haus in Kaufering. Im März 2016 entschied das Oberlandesgericht München in Anrechnung von Schreibers Zeit in Untersuchungshaft und der psychischen Belastung durch zwei Jahrzehnte Ermittlungs- und Strafverfahren, die restliche Haftdauer zur Bewährung auszusetzen.